# Кадиев, Джабраил Асланбекович
Джабраи́л Асланбе́кович Кади́ев (род. 21 января 1994, Грозный, Россия) — российский футболист, нападающий.

## Карьера

### Клубная
Воспитанник «Терека», выступал за молодёжный состав клуба. В январе 2013 года на правах аренды вместе с Зауром Садаевым перешёл в израильский клуб «Бейтар» из Иерусалима. Из-за ненависти фанатов израильской команды к мусульманам оба были вынуждены вернуться в «Терек». В чемпионате Израиля провёл единственный матч 10 февраля против клуба «Бней Сахнин» (2:2). В 2013—2016 годах выступал за фарм-клуб «Терека». В сезоне 2014/15 стал лучшим бомбардиром команды, забив 7 мячей в 22 матчах. В июле 2016 года пополнил ряды «Белшины». В Высшей лиге Белоруссии дебютировал 31 июля в матче против «Крумкачи» (1:2). Летом 2017 года подписал контракт с «Дружбой». В 2019—2021 годах защищал цвета клуба «Легион Динамо». В 2023 году завершил карьеру в «Дружбе».

### В сборной
В 2011 году провёл 2 матча в составе юношеской сборной России до 17 лет.

## Статистика выступлений
По состоянию на 24 августа 2019 года.
| Сезон   | Клуб              | Лига                      | Игры (голы) |
| ------- | ----------------- | ------------------------- | ----------- |
| 2011/12 | «Терек»           | Молодёжное первенство     | 28 (3)      |
| 2012/13 | «Терек»           | Молодёжное первенство     | 17 (4)      |
| 2012/13 | «Бейтар»          | Израильская Премьер-лига  | 1 (0)       |
| 2013/14 | «Терек-2»         | Второй дивизион Зона «Юг» | 6 (3)       |
| 2014/15 | «Терек-2»         | Второй дивизион Зона «Юг» | 22 (7)      |
| 2015/16 | «Терек-2»         | Второй дивизион Зона «Юг» | 18 (4)      |
| 2017/18 | «Дружба» (Майкоп) | Второй дивизион Зона «Юг» | 16 (1)      |
| 2019/20 | «Легион Динамо»   | Второй дивизион Зона «Юг» | 1 (0)       |